# Buscador de Planetas Automatizado
El telescopio Buscador de Planetas Automatizado (Automated Planet Finder o APF por sus siglas en inglés) es un telescopio óptico totalmente automatizado de 2,4 metros de diámetro en construcción en el Observatorio Lick diseñado para buscar planetas extrasolares en el rango de cinco a veinte veces la masa de la Tierra. El instrumento examinará 25 estrellas por noche. Durante una década, el telescopio estudiará 1000 estrellas cercanas por planetas. Tiene un costo estimado de $ 10 millones. El costo total para la finalización del proyecto APF fue de $12.37 millones
El telescopio utilizara mediciones de velocidad radial de alta precisión para medir el movimiento gravitacional reflejo de las estrellas cercanas causados por la órbita de los planetas. Los objetivos principales serán las estrellas dentro de unos 100 años luz de la Tierra. La primera luz fue originalmente programado para el año 2006, pero los retrasos en la construcción de los principales componentes del telescopio empujó esto a mediados de 2009. Ahora está prevista para finales de 2010. El telescopio está operando desde enero del 2014
El espectrómetro será muy sensible y está optimizada para la velocidad y la precisión de velocidad radial, detectará los cambios muy pequeños en la velocidad de cada estrella, de hasta 1 metro por segundo (1,0 m / s), comparable a una velocidad de caminata lenta. Con la misma precisión de velocidad radial de HARPS y HIRES.

## Construcción
Las partes del telescopio estuvieron construidas por todas partes de la Tierra:̇̇̆̇̆
- El espejo en blanco estuvo moldeado en Rusia.
- El espejo en blanco se figuró en Maryland, EE. UU.
- El ensamblaje se hizo en Arizona, EE. UU.
- El domo estuvo construido en Australia.
- El espectrógrafo estuvo diseñado y construido en California, EE. UU.
- Está localizado encima del Monte Hamilton en California.

## Relación al proyecto Escucha Avanzada
El telescopio Buscador de Planetas Automatizado buscará las señales ópticas que provienen de transmisiones de láser de civilizaciones extraterrestres hipotéticas (busca de inteligencia extraterrestre - SETI). Esta inmensa empresa es para el fuertemente financiado proyecto Escucha Avanzada.